# رفيق أكسفورد للأدب الإنجليزي
نُشر دليل أكسفورد للأدب الإنجليزي لأول مرة في عام 1932، وحرره الدبلوماسي المتقاعد السير بول هارفي (1869-1948)، وكان أول من ظهر من زملاء أكسفورد. وهو حاليا في طبعته السابعة (2009)، حررها دينا بيرش. يتضمن العمل، الذي يتم تحديثه دوريًا، سير ذاتية لكتاب بارزين وتاريخيين بارزين معاصرين باللغة الإنجليزية، ومدخلات عن أعمال رئيسية، و «تلميحات قد تصادفها»، ومنشورات (تسلسلية) هامة ونوادي أدبية. الكتاب بلغات أخرى يتم تضمينها عندما تؤثر على العالم الناطق باللغة الإنجليزية.
حقق كومبانيون «مكانة كلاسيكية» مع الطبعة الخامسة الموسعة التي حررتها الروائية والباحثة مارغريت درابل،
وغالبا ما كان يشار إلى الكتاب باسم «الدرابل».
كان لا بد من تقليل مدخلات هارفي المتعلقة بالسير والتر سكوت، الذي كان موضع إعجاب كبير من قبل درابل في مقدمة الطبعة الخامسة، لأسباب تتعلق بالمكان، في الطبعة السادسة.
وقد أدت التكنولوجيا الحديثة إلى تحديث الطبعتين الأخيرتين على فترات زمنية تبلغ حوالي خمس سنوات قبل إدخال تغييرات جذرية، صدرت طبعة منقحة من الطبعة السادسة في عام 2006.

## الإصدارات
- First edition, 1932 edited by Sir Paul Harvey
- Second, 1937 edited by Harvey
- Third, 1948, edited by Harvey
- Fourth, 1967 revised by Dorothy S. Eagle
- Fifth 1985 edited by مارغريت درابل
- Sixth 2000 edited by Drabble
- Seventh 2009 edited by دينا بيرش